# Priscagrion pinheyi
Priscagrion pinheyi – gatunek ważki z rodziny Priscagrionidae. Jest znany tylko z miejsca typowego w regionie autonomicznym Kuangsi w południowych Chinach.